# Ted Dabney
Ted Dabney (San Francisco, 15 de maig de 1937 - Clearlake, 26 de maig de 2018) va ser un enginyer i informàtic teòric estatunidenc. Juntament amb Nolan Bushnell, va ser el cofundador de les companyies Syzygy i de la coneguda Atari, sovint sense acreditar-se-li com a tal.

## Biografia
Després del seu servei militar va arribar a treballar a Ampex, on va conèixer a Bushnell. Bushnell va veure la idea de Spacewar!, un dels primers videojocs per a ordinadors, proposat a Dabney per fundar una empresa per a la producció de jocs electrònics. Bushnell i Dabney van fundar Syzygy amb Larry Bryan, un programador d'ordinadors.
Mentre treballava a Ampex es van reunir Ted i Nolan Bushnell i els dos creadors de Syzygy conjuntament amb el seu primer producte sent Computer Space, que va ser fabricat i venut per Nutting Associates. Seguint el Spacewar!, Ted Dabney va crear el Computer Space perquè fos utilitzat per Al Alcorn per crear Pong amb l'ajuda de Ted i Nolan. Ted es va quedar fora de la vista del públic després de sortir d'Atari i el seu paper en la creació del primer videojoc coin-op produït comercialment, així com fonts sovint ometen o marginen amb diversos mites relacionats a Syzygy i Atari.
Ted Dabney va deixar Atari en 1973.
Ted va aparèixer en el podcast Retrogaming Roundup a l'octubre de 2010 i va explicar la seva història en una entrevista de dues hores. Una transcripció de l'entrevista es troba allotjada en el lloc Retrogaming Roundup, així com a ComputerSpaceFan.
En el 2017 li va ser detectat càncer d'esòfag i es va negar a rebre tractament mèdic. Va morir el 26 de maig de 2018 a l'edat de 81 anys.